# 27303 Leitner
27303 Leitner este un asteroid din centura principală de asteroizi.

## Descriere
27303 Leitner este un asteroid din centura principală de asteroizi. A fost descoperit pe 7 ianuarie 2000 la Socorro, New Mexico, în cadrul proiectului LINEAR. Asteroidul prezintă o orbită caracterizată de o semiaxă mare de 2,28 ua, o excentricitate de 0,11 și o înclinație de 5,6° în raport cu ecliptica.